# جولیت میچل
جولیت میچل (انگلیسی: Juliet Mitchell; زاده ۱۹۴۰) روان‌کاو و سوسیال فمینیست انگلیسی است که هم‌اکنون استاد روانکاوی و مطالعات زنان جیسز کالج دانشگاه کمبریج است. میچل از نخستین افرادی بود که دربارهٔ اهمیت روان‌کاوی در نقد مردسالاری نوشت.
جولیت میچل در سال ۱۹۴۰ در نیوزلند زاده شد و از ۱۹۴۴ در انگلستان زندگی می‌کند. میچل در اثر مهم خود، Psychoanalysis and Feminism. Freud, Reich, Laing and Women که در ۱۹۷۴ منتشر کرد قرائتی فمینیستی از نظریه فروید ارائه داد، دو مفهومی که تا آن زمان بسیاری از افراد متضادشان می‌پنداشتند. او ضمیر ناخودآگاه را عامل اصلی، و جنسیت را محور اصلی کارکرد روانی دانست. میچل با توجه به تعبیرهای ژاک لاکان و با نگاهی فمینیستی استدلال کرد که نظریه فروید می‌تواند با رها شدن از قید نگرش زیست‌شناختی نظریه‌ای دربارهٔ ساخت نقشِ فاعلیِ جنسی‌شده و شخصیت انسانِ جنس‌دار (زن و مرد) ایجاد کند. جولیت میچل و هم‌فکران نئوفرویدی او که نگرششان جامعه شناختی است، سرچشمه سرمایه‌داری و نظام حاکم مردسالار را در رویدادهای بیرونی می‌دانند.
میچل در مقاله بلند و معروفش با نام زنان: طولانی‌ترین انقلاب تحلیل مرسوم خانواده را در مارکسیسم بر اساس تقسیم کار سرمایه‌داری درست ندانسته و معتقد بود خانواده را باید بر اساس چهار مؤلفهٔ ساختاری: تولید، بازتولید، ویژگی جنسی، و جامعه‌پذیری تحلیل کرد. این مقاله میچل که در سال ۱۹۶۶ منتشر شد از نخستین نمودهای نظریه فمینیستی بریتانیایی بود.
کتاب Woman's Estate (موقعیت زنان یا جایگاه طبقاتی زنان) ژولیت میچل نیز کتاب مهمی از اوست که در آن و در نوشته‌های بعدی خود فمینیسم رادیکال را به ماتریالیسم تاریخی پیوند زده است. این کتاب از کتابهای درسی رشته مطالعات زنان در بریتانیا بوده‌است. این رشتهٔ تازه را خود میچل از سال ۱۹۶۸ در بریتانیا راه‌اندازی کرد و آن را در ضد دانشگاه لندن تدریس کرد. او همچنین به همراه آن اکلی ویراستاری سه مجموعه مقاله منتخب فمینیستی ویراستاری کرده‌است که با نام‌های What is Feminism? (1986) ، The rights and Wrongs of women (1986) ، Who's Afraid of Feminism? (1997) منتشر شده‌اند.